# گرانش کوانتومی

جایگاه گرانش کوانتمی در میان مباحث دیگر فیزیک

گرانش کوانتومی، مبحثی در فیزیک نظری که قصد آن متحد کردن نظریه نسبیت عام با مکانیک کوانتومی است. از مشهورترین تئوری‌های گرانش کوانتومی، نظریه ریسمان است.
نظریهٔ گرانش کوانتومی، همان نتایج تجربی مکانیک کوانتومی معمولی در شرایط گرانش ضعیف (پتانسیل گرانشی بسیار کمتر از c2) و همان نتایج نسبیت عام اینشتین در پدیده‌های بسیار بزرگتر از مولکول‌های منفرد (کنش بسیار بزرگتر از ثابت کاهش یافتهٔ پلانک) را دارد، اما علاوه بر این می‌تواند نتیجهٔ موقعیت‌هایی که هم اثرات کوانتومی و هم اثرات میدان گرانشی قوی، مهم هستند (در مقیاس پلانک، مگر اینکه حدس ابعاد اضافی بزرگ درست باشد) را پیش‌بینی کند.
اگر نظریهٔ گرانش کوانتومی با دیگر اندرکنش‌های شناخته شده به یک اتحاد بزرگ برسد، آن‌گاه به یک تئوری همگانی یعنی نظریهٔ همه‌چیز (Theory Of Everything) دست یافتیم. نظریه‌ای که بتواند تمامی قوانین و پدیده‌های موجود در جهان را توجیه کند.
انگیزه برای کوانتومی کردن گرانش، از موفقیت قابل توجه نظریهٔ کوانتومی در دیگر نیروهای بنیادی، و از دیگر شواهد تجربی که پیشنهاد می‌کند که گرانش می‌تواند اثرات کوانتومی نشان دهد، می‌آید. اگرچه بعضی از نظریه‌های گرانش کوانتومی مانند نظریه ریسمان و دیگر نظریه‌های یگانگی میدان (یا نظریه همه چیز) برای یکی کردن گرانش با دیگر نیروهای بنیادی تلاش می‌کنند، دیگر نظریه‌ها مانند حلقه گرانش کوانتومی (لوپ) چنین تلاشی نمی‌کنند؛ آن‌ها به سادگی میدان گرانش را کوانتومی می‌کنند در حالی که آن را از دیگر نیروها ی بنیادی مجزا نگه می‌دارند.

## فضا-زمان کوانتمی استخر و گرانش
فضا-زمان کوانتومی پیشنهاد کرده‌است که مکانیک کوانتومی و نسبیت عام می‌توانند به عنوان یک تئوری کاملاً سازگار با یکدیگر باشند، زیرا اساساً فضا-زمان گسسته است و نه مستمر و پیوسته و فضا زمان از اصول مکانیک کوانتومی ناشی می‌شود و قابل استخراج است. فضا و زمان در واقع مقدار قابل انتظار اپراتورهای کوانتومی موقعیت مکانی و زمانی هستند در نمایش انرژی و تکانه است.
{\displaystyle ds^{2}=g_{\mu \nu }d\langle {\hat {x}}\rangle ^{\mu }d\langle {\hat {x}}\rangle ^{\nu }}
که در آن {\displaystyle \langle {\hat {x}}\rangle ^{\mu }}مقدار قابل انتظار چهار اپراتور مکانی کوانتومی است. در مکانیک کوانتومی، اپراتور چهارگانه مربوط به چهار موقعیت قابل مشاهده است و مقدار مخصوص چهار اپراتور یک چهار-بردار نسبیتی جهت است. گرانش فقط خمیدگی مقدار قابل انتظار اپراتورهای کوانتومی موقعیت مکانی و زمانی هستند در نمایش انرژی و تکانه است.

## افراد
- برایس دویت

### کتابشناسی
- Claus Kiefer: Quantum gravity. Oxford Univ. Press, Oxford 2007, ISBN 0-19-921252-X
- Carlo Rovelli: Quantum gravity. Univ. Press, Cambridge 2005, ISBN 0-521-83733-2